# Гейнрих, Мориц Григорьевич
Мо́риц Григо́рьевич Ге́йнрих (Ротони) (нем. Maurice Heinrich Rotoni, вен. gróf Ráthonyi Móric, 1830—1900) — русский фотограф венгерского происхождения. Офицер венгерской армии, участник революции в Венгрии 1848—1849 годов, отец Марии Абрамовой и Елизаветы Гейнрих.

## Биография
Мориц Гейнрих родился в Венгрии в семье графа из старинного венгерского рода Ротони.
Принимал участие в венгерской революции 1848—1849 годов, был ранен. После подавления восстания преследовался полицией, за поимку графа Ротони была назначена награда.
Скрылся на территории Российской империи, где первоначально осел в Оренбурге. Изменил вызывающую повышенное внимание венгерскую фамилию Ротони на скромную немецкую Гейнрих, женился на сибирячке.
Из Оренбурга перебрался в Пермь, где у купца И. И. Любимова арендовал дом и открыл в 1861 году фотоателье. Этому помогли знания фотографического дела, которому обучали офицеров венгерской армии. Планировал создать «стеклянную фотографическую галерею» под названием «Идеал», но разрешение от городской управы получил только в 1877 году. В 1877 году от Гейнриха поступила заявка в Городскую думу: «При сем имею честь представить проект с копией на постройку вновь временной стеклянной фотографической галереи и парадного крыльца к арендованному мною каменному двухэтажному дому, принадлежащему потомственному почетному гражданину Ивану Ивановичу Любимову{…) на углу улицы Пермской и Сибирского проулка, покорнейше прошу городскую управу проект рассмотреть, утвердить и выдать мне для руководства при производстве работ». Фотографии ателье Гейнриха украшал герб рода Ротони с надписью «Hungaria». Мориц шутил по поводу своего происхождения: «Стал фотографом, чтобы быть хоть каким-то графом».
Увлекался скачками, в 1864 году обзавёлся собственным рысаком для участия в городских бегах.
За период с 1865 по 1885 год в семье Морица Гейнриха родилось 12 детей, среди которых было только две девочки — старшая Мария и младшая Елизавета, ставшие жёнами известных писателей.
Русский писатель В. Г. Короленко, сосланный в Пермь в 1880—1881 гг., был приглашен в дом Морица Гейнриха в качестве репетитора его детей.
Современники отмечают горячий, порывистый, своенравный характер Морица Гейнриха, что послужило причиной сложных отношений со старшей дочерью Марией, которая рано оставила родительский дом и уехала в Казань на фельдшерские курсы.
После смерти матери в 1886 году дочь Мария была вынуждена вернуться в Пермь, помогая отцу в воспитании детей. В 1889 году она перебирается в Москву, забрав с собой и младшую сестру Лизу.
В 1887 году «пермская фотография» Морица Гейнриха переведена в Екатеринбург.
В 1890 году семья Гейнрих переезжает в уездный Екатеринбург, где Мориц Гейнрих открывает новое фотоателье.
По воспоминаниям Ксении Куприной, сыновья Гейнриха участвовали в Первой мировой войне, позже разъехались «кто на Дальний Восток, кто в Харбин, кто в Китай».

## Семья
- Гейнрих, Елизавета Дмитриевна (1847—1886) — супруга. По данным метрических книг Свято-Троицкой церкви Мотовилихинского завода, скончалась 10 октября (22 октября) 1886 года от туберкулёза легких[11].
- Гейнрих (Абрамова), Мария Морицовна (1865—1892) — дочь. Русская актриса, супруга писателя Д. Н. Мамина-Сибиряка.
- Гейнрих, Елизавета Морицовна (1882—1942) — дочь. Вторая жена писателя А. И. Куприна.
- Гейнрих, Леонид Морицович (1869—1886) — сын, умер в возрасте 17 лет («от ненормального отправления умственных способностей»)[12]

## Адреса в Перми
- 1880-е — Сибирская улица, д. 8 (Дом Любимовых-Рязанцевых) — фотоателье Гейнриха Морица[13].
- 1881 — угол улицы Екатерининской и Оханского переулка (Газеты Звезда), дом Солодовниковой (из рекламы на обороте портретного фото)[14]

## Галерея

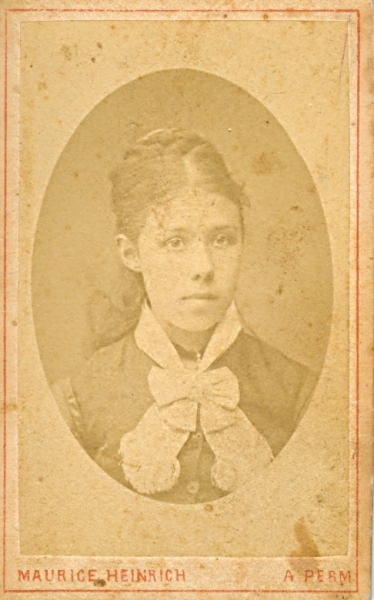
Портрет девушки с бантом
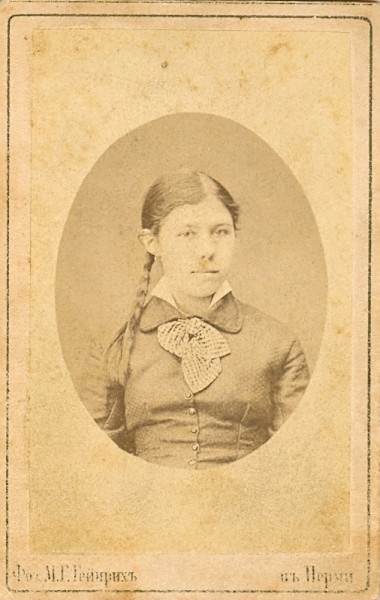
Портрет девушки с косой
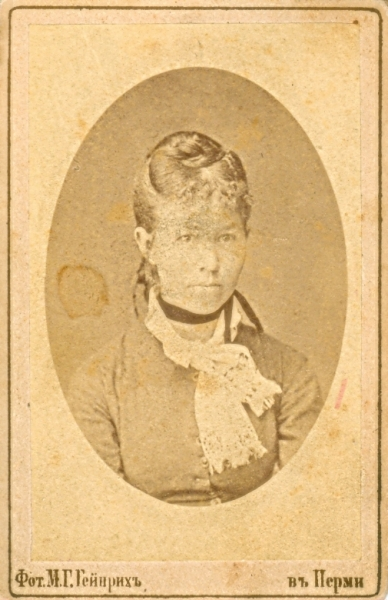
Портрет девушки с бархоткой
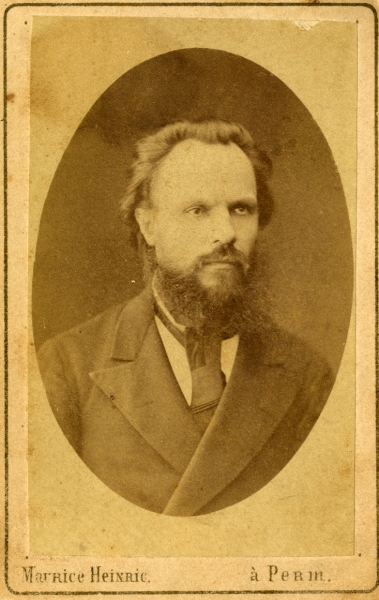
Мужской портрет